# Neustädter Schenke

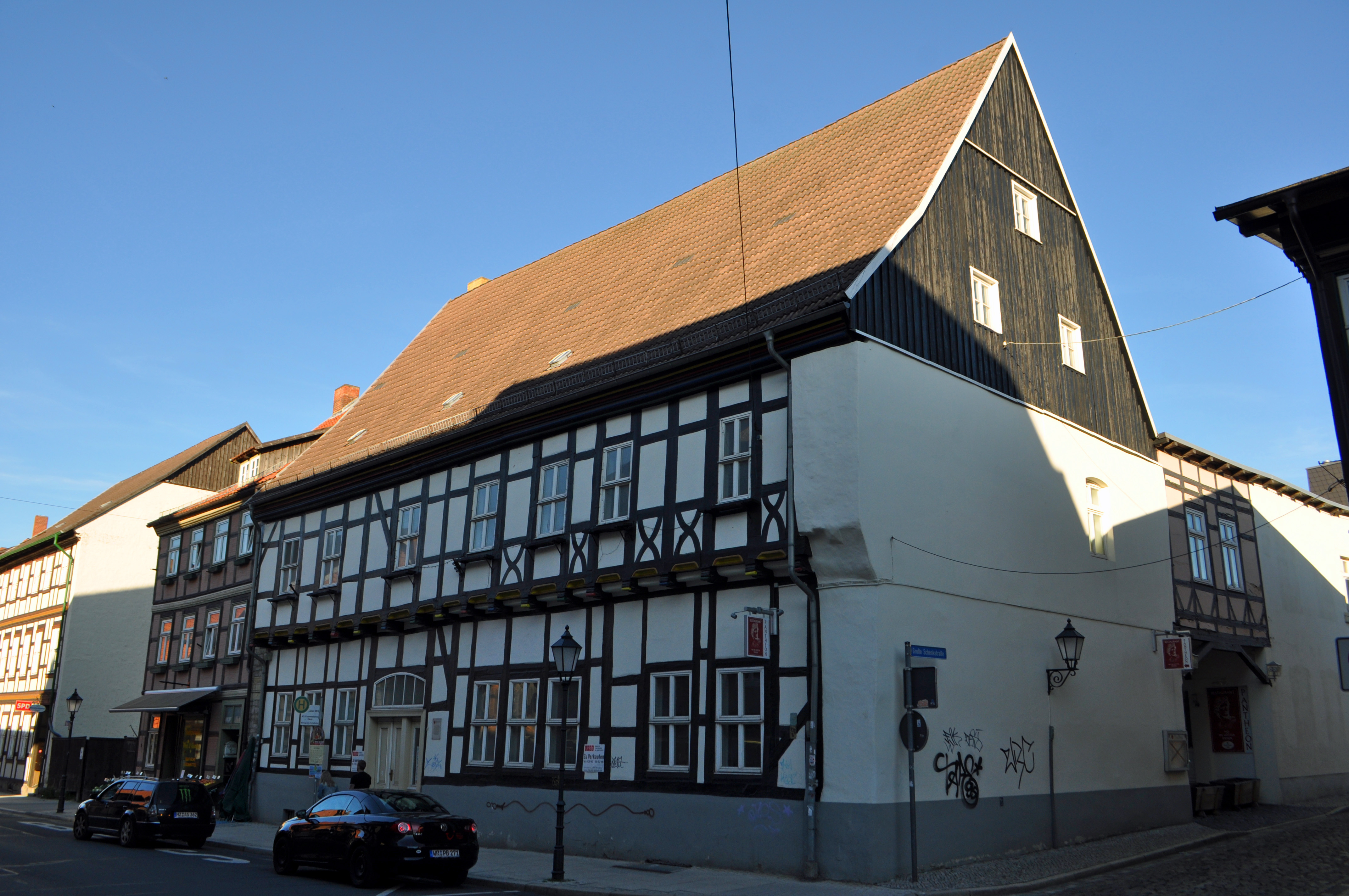
Frühere Neustädter Schenke, Breite Straße 80 in Wernigerode

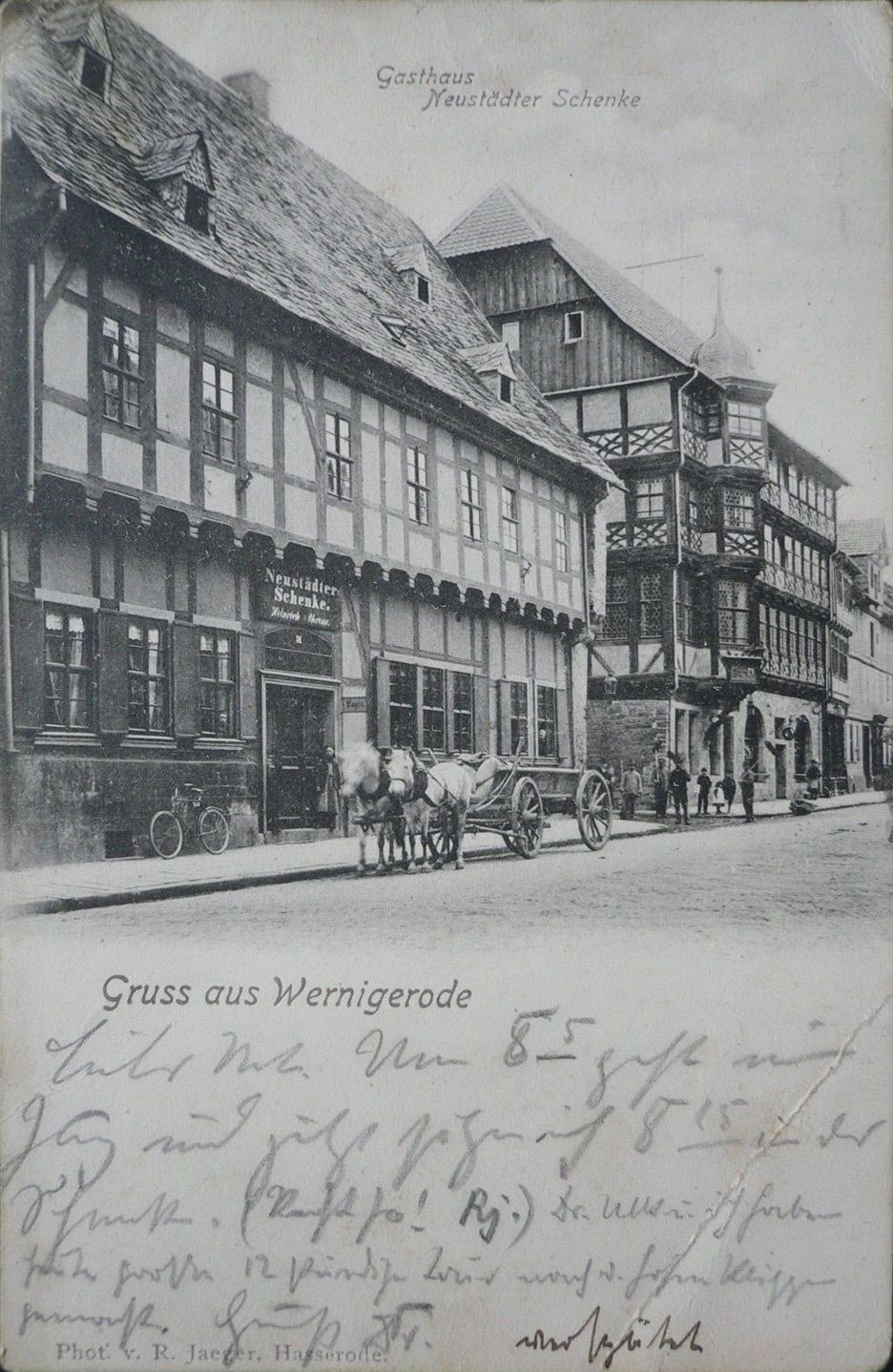
Neustädter Schenke, um 1908

Die Neustädter Schenke in der Breiten Straße 80 ist ein denkmalgeschütztes Haus in der Stadt Wernigerode im Landkreis Harz in Sachsen-Anhalt. Es handelt sich um ein früheres Gasthaus, in dem sich bis in das 16. Jahrhundert das Rathaus der Neustadt Wernigerode befand.

## Architektur und Geschichte
Das Gebäude befindet sich auf der Breiten Straße, einer der Hauptgeschäftsstraßen der Stadt. Es ist zweigeschossig und verfügt über ein doppeltes Dachgeschoss mit Spitzdach. Die Straßenfront des Gebäudes ist mit funktionellem Fachwerk, zum Teil mit Andreaskreuzen, errichtet worden. Deutlich erkennbar ist, dass es sich ursprünglich um zwei separate Gebäude handelte, die zusammengebaut worden sind.
Als Rathaus der Neustadt ist das Gebäude erstmals im Jahre 1446 nachweisbar. Als das Neustädter Rathaus 1528 abbrannte, errichtete 1529 Simon Hilleborch das Gebäude als Neustädter Schenke neu.
Das Gebäude trug die Ortslistennummer 355. Es handelte sich damals um ein Wohnhaus mit Hofraum, Stall quer (1908 Abbruch), Stall links (1908 Abbruch) und Stall rechts (1908 Abbruch). 1908 erfolgte der Neubau der Seitengebäude.
Besitzer des Gebäudes waren in den Jahren 1895/96 der Gastwirt Heinrich Ahrends und dessen Ehefrau Friederike geb. Brandt.
Von den Stadtbränden und dem Bombenangriff 1944 blieb das Gebäude weitgehend verschont. Unmittelbar rechts neben dem Haus schlug im Februar 1944 eine Fliegerbombe ein und zerstörte die Obergeschosse des benachbarten Hotelgebäudes Zum Bären.
Die Nutzung des Gebäudes als Gaststätte kam zu Beginn des 21. Jahrhunderts zum Erliegen. Zuletzt war das Obergeschoss von einem griechischen Restaurant genutzt worden, während sich im Erdgeschoss eine Bankfiliale befand.
Im Denkmalverzeichnis der Stadt Wernigerode ist das Haus als Baudenkmal unter der Erfassungsnummer 094 03270 verzeichnet.
Einer Sage nach wurde an der Neustädter Schenke ein Bär vergraben und mit dem sogenannten Bärenstein bedeckt. Daher entstand vermutlich 1901 der Name des Hotels Zum Neustädter Bären (später nur „Zum Bären“) nebenan im Faulbaumschen Haus in der Breiten Straße 78.